# Elizabeth Anne Allen

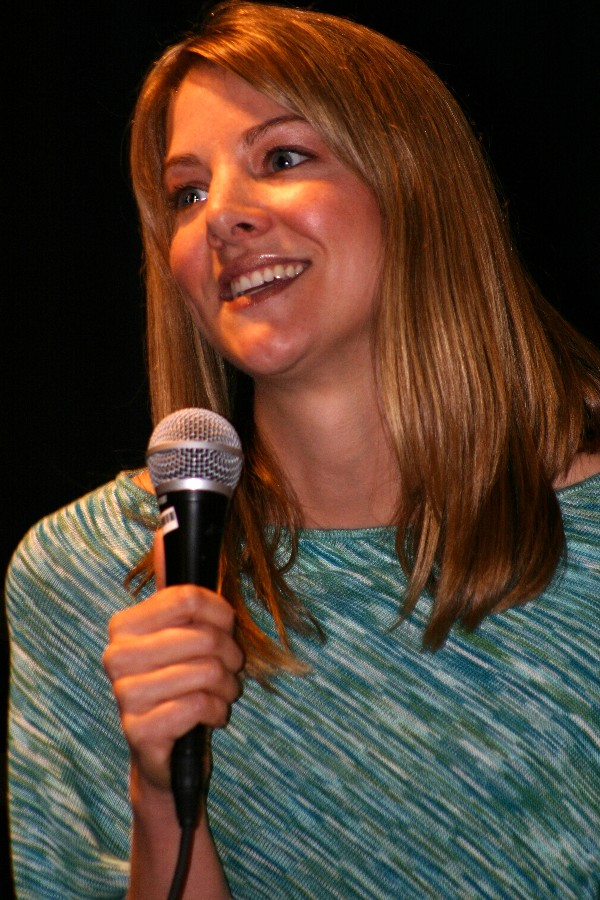
Elizabeth Anne Allen

Elizabeth Anne Allen (* 18. November 1970 in den Vereinigten Staaten) ist eine US-amerikanische Schauspielerin.

## Leben
Elizabeth Anne Allen besuchte zunächst die Gloversville High School in Gloversville, New York. Danach ging sie aufs Russell Sage College in New York. Sie studierte Psychologie. Schon in ihrer Jugend war sie in einigen Theaterstücken, wie Annie oder You're a Good Man Charlie Brown zu sehen. Seit 1992 trat sie immer wieder in Filmen und Fernsehserien auf. Am bekanntesten ist Elizabeth Anne Allen für ihre Rolle der Hexe Amy in der Fernsehserie Buffy – Im Bann der Dämonen. Ursprünglich bewarb Elizabeth Anne Allen sich für die Hauptrolle der Buffy Summers. Diese Rolle bekam Sarah Michelle Gellar. Allerdings konnte sie schon kurze Zeit später die Rolle der Amy übernehmen.

## Filmografie
- 1992: California High School (Saved by the Bell, Fernsehserie, eine Folge)
- 1992: Doogie Howser, M.D. (Fernsehserie, eine Folge)
- 1994, 1997: Palm Beach-Duo (Silk Stalkings, Fernsehserie, zwei Folgen)
- 1995: Timemaster – Aus der Zukunft zurück (Timemaster)
- 1995: Intimate Blue
- 1996: Renegade – Gnadenlose Jagd (Renegade, Fernsehserie, eine Folge)
- 1996: High Tide – Ein cooles Duo (High Tide, Fernsehserie, eine Folge)
- 1996: Mißbraucht – Eine Tochter schlägt zurück (Silent Lies)
- 1997–2003: Buffy – Im Bann der Dämonen (Buffy the Vampire Slayer, Fernsehserie, acht Folgen)
- 2000: Then Came You (Fernsehserie, eine Folge)
- 2000: Green Sails (Fernsehfilm)
- 2000–2001: Bull (Fernsehserie, 11 Folgen)
- 2002: The Tower of Babble (Kurzfilm)
- 2002: Frauenpower (Family Law, Fernsehserie, eine Folge)
- 2003: Bill the Intern
- 2004: JAG – Im Auftrag der Ehre (JAG, Fernsehserie, eine Folge)
- 2007: Close to Home (Fernsehserie, eine Folge)